# Christuskirche (Herrieden)

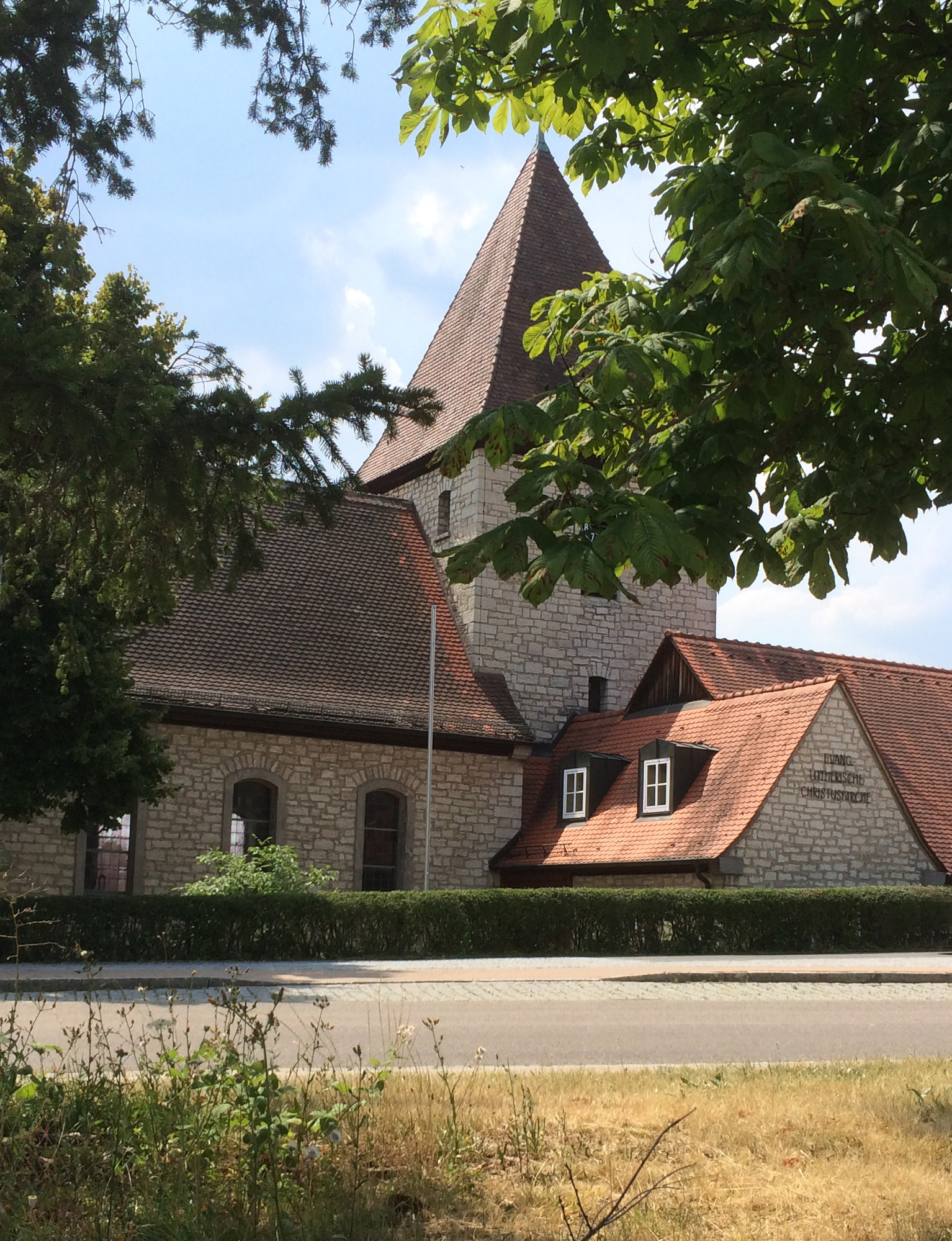
Die Christuskirche Herrieden mit dem angebauten Gemeindehaus (2019)

Die Christuskirche ist eine nach Jesus Christus benannte evangelisch-lutherische Kirche in Herrieden (Dekanat Ansbach).

## Kirchengemeinde
Das Gebiet rund um Herrieden war ursprünglich rein katholisch. Seit Anfang des 19. Jahrhunderts gab es die ersten Einwohner evangelisch-lutherischer Konfession. Sie waren nach St. Laurentius (Elpersdorf bei Ansbach) gepfarrt. 1842 bestand ein Plan, in Herrieden eine lutherische Kirche zu bauen, der sich allerdings nicht umsetzen ließ. Als die Zahl der Lutheraner in den 1920ern im Herrieder Raum auf knapp 200 anstieg, wurde 1923 bei der Brauerei Wehr ein Raum angemietet zur Abhaltung von Gottesdiensten. Ab dem 18. Mai 1928 diente der Rathaussaal als Gottesdienstraum. Altar, Kruzifix, Altardecke und weiteres wurden von den Bürgern gestellt. Am 19. März 1933 zog man schließlich in einem Raum des ehemaligen Amtsgerichtes um. 1943 wollte die Kirchengemeinde das gesamte Gebäude erwerben, was aber abgelehnt wurde, da das Gebäude als Hitlerjugendheim verwendet werden sollte. Anstelle dessen durften die Protestanten die katholische Liebfrauenkirche nutzen. Deren Zahl stieg durch den Zuzug von Bombenflüchtlingen, nach 1945 auch von Heimatvertriebenen stark an. Am 9. Februar 1947 wurde der Bau einer Kirche bewilligt. Hierfür standen 37.000 RM als Kapital zur Verfügung. Nach den Plänen der Ansbacher Architekten Holzberger und Schramek wurde am 24. Oktober 1947 mit dem Bau begonnen. Am 4. November 1951 konnte die Kirche eingeweiht werden. Die Kirchengemeinde war eine Filiale von Elpersdorf, hatte aber von Anbeginn einen eigenen Kirchenvorstand und eine eigene Verwaltung.
Anfang der 1990er Jahre gab es dort 900 Gemeindemitglieder, was dazu führte, dass die Christuskirche 2003 zur eigenständigen Pfarrei erhoben wurde. Im Jahr 2022 gab es 2200 Mitglieder. Folgende Orte – allesamt Herriedener Gemeindeteile – zählen zum Sprengel:

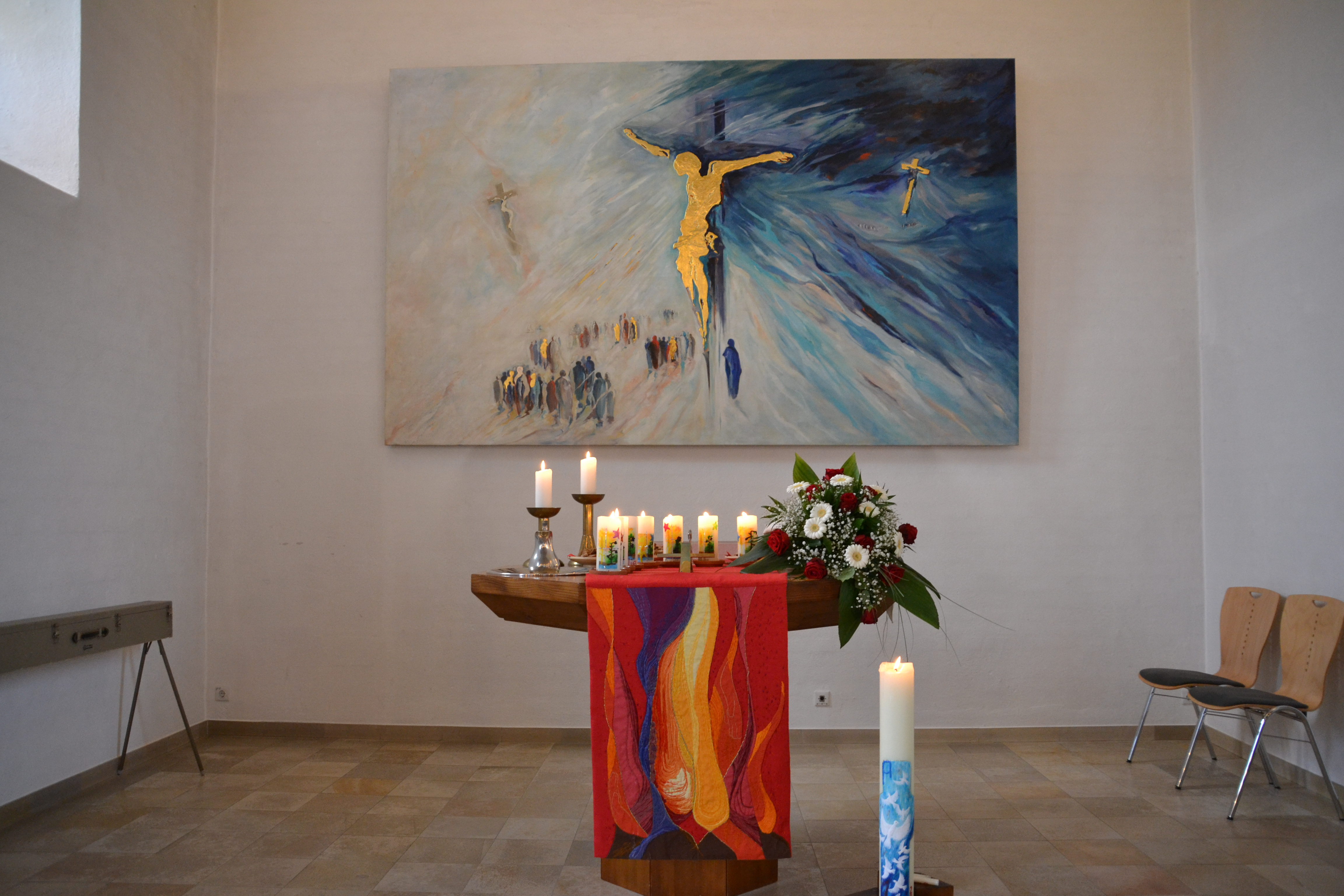
Neugestalteter Altarraum in der Christuskirche

- Brünst
- Herrieden
- Heuberg
- Hohenberg
- Lammelbach
- Leibelbach
- Leutenbuch
- Manndorf
- Mühlbruck
- Neunstetten
- Niederdombach
- Rauenzell
- Regmannsdorf
- Rös
- Roth
- Sauerbach
- Schernberg
- Schönau
- Stadel
- Stegbruck
- Velden
- Winn

## Kirchengebäude

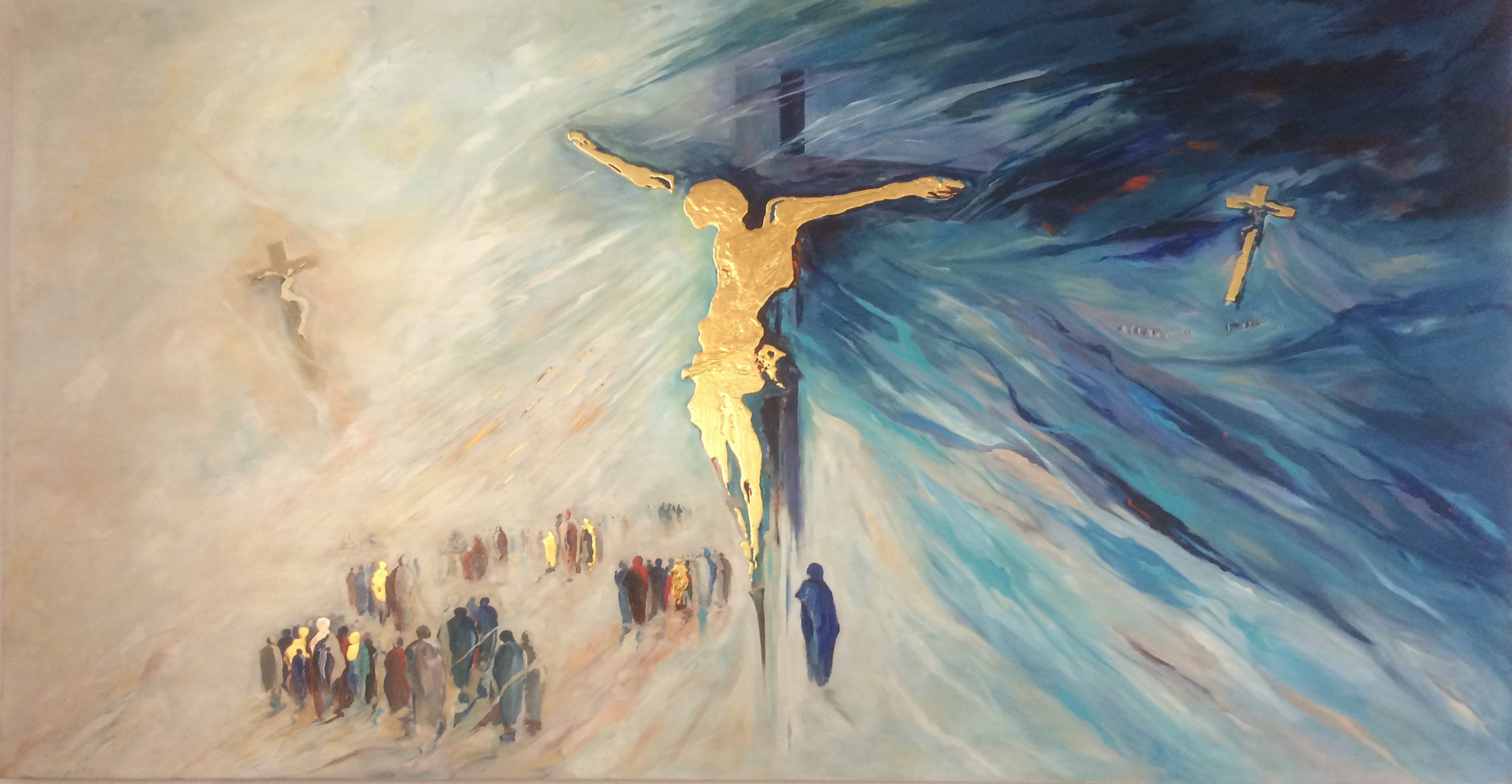
Altarbild: Der gekreuzigte Christus (Künstler: Martin Kiss aus Herrieden)

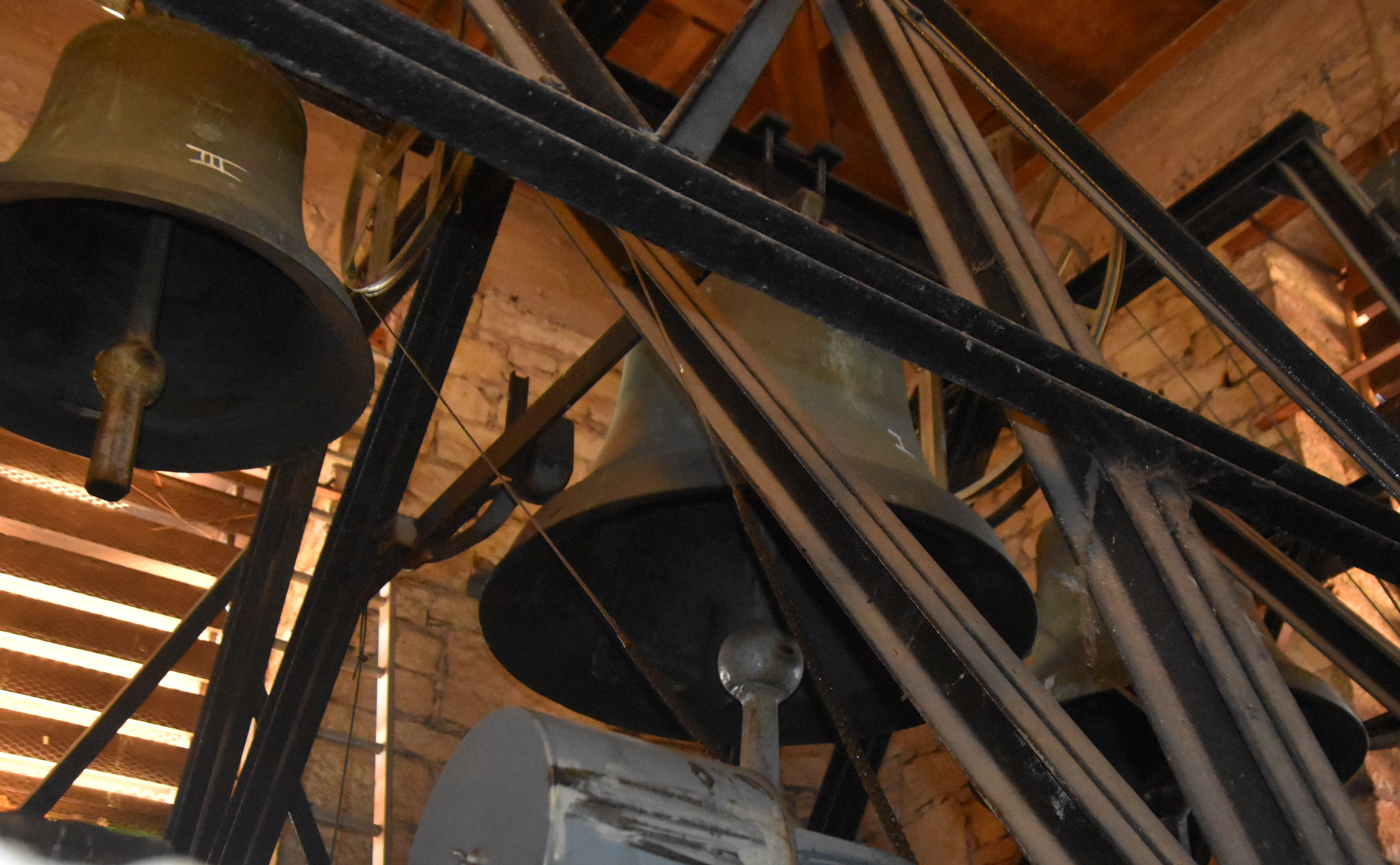
Der Glockenstuhl der Christuskirche

Die Christuskirche ist eine aus Bruchsandstein errichtete Chorturmkirche. Der im Westen befindliche Turm hat einen quadratischen Grundriss und ist zweigeschossig und schließt mit einem Pyramidendach ab. Das Chorgeschoss hat an der Südseite ein Fenster. Im Glockengeschoss hängt ein dreiteiliges Geläut der Glockengießerei Bachert. Die fis1–Glocke (800 kg) wurde am 30. November 1960 eingeweiht, die gis1– (575 kg) und h1–Glocke (320 kg) am 19. Januar 1964. Das Langhaus hat an der Süd- und Nordseite drei Achsen von Stichbogenfenstern. An der Westseite befindet sich ein Stichbogenportal mit Überdachung, links und rechts davon ein Stichbogenfenster und darüber ein kleines Stichbogenfenster. Das Langhaus schließt mit einem Satteldach ab. An der Nordseite des Turmes schließt sich ein eingeschossiger Anbau mit Satteldach an. Der einschiffige Saal ist mit einer Stichbogenarkade mit dem Chor verbunden. Die gesamte Innenausstattung ist schlicht gehalten.
Zur Jahrtausendwende wurde der Innenraum der Kirche neu gestaltet, und hier vor allem der Altarraum. Der Altar, der Taufstein und das Kruzifix an der Wand wurden entfernt. Stattdessen ersetzte man sie durch einen achteckigen Volksaltar aus Holz, in den die Taufschale mit eingearbeitet ist. An der Wand fand ein neues Altarbild vom ortsansässigen Künstler Martin Kiss seinen Platz - ein großformatiges Gemälde "Der gekreuzigte Christus". Das Kruzifix wurde umgestaltet, indem man Korpus und Kreuz voneinander trennte. Der Korpus fand seinen neuen Platz an der Wand auf der Empore.

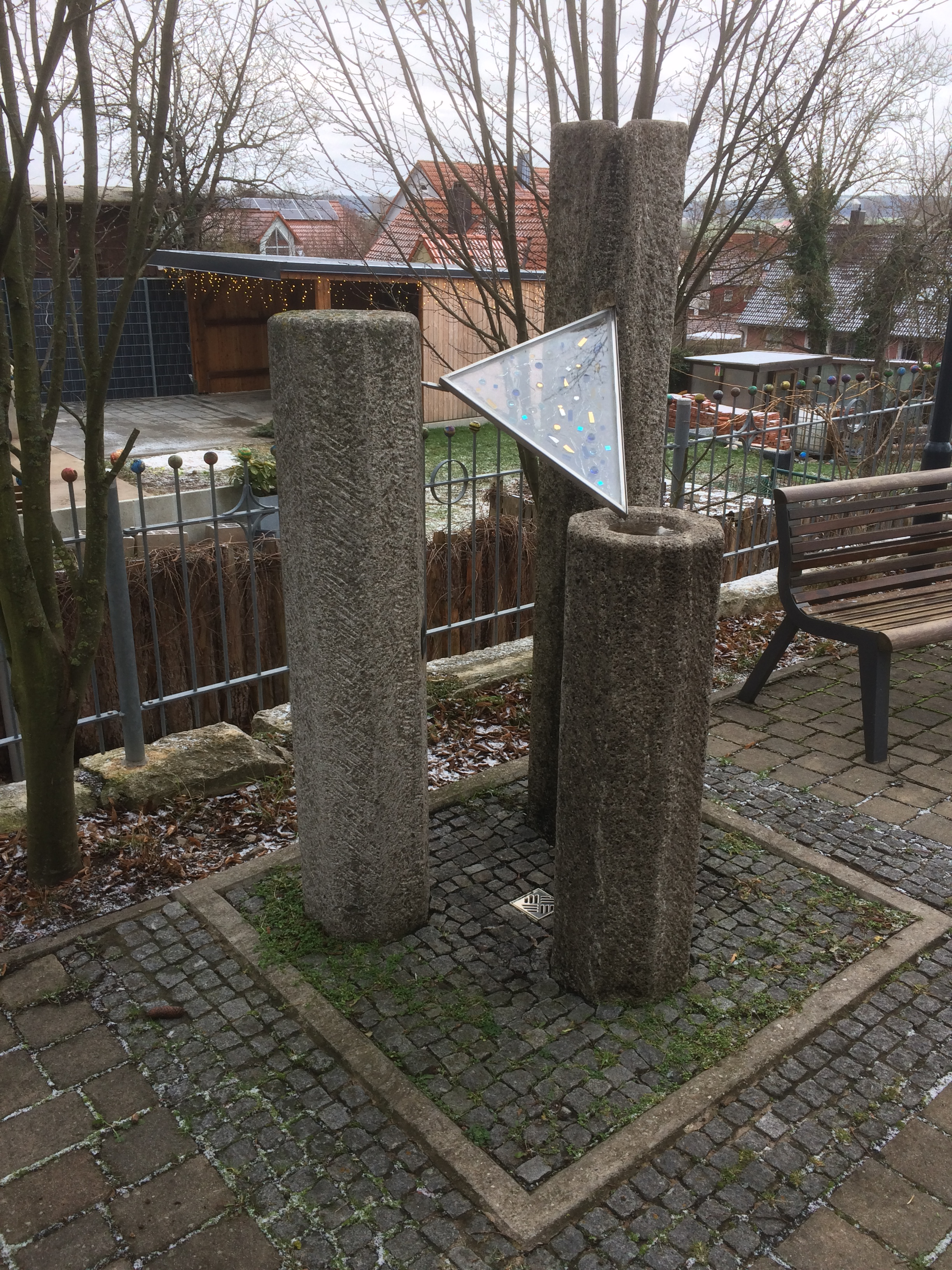
Der Brunnen vor der Christuskirche

Vor der Kirche steht ein Brunnen, der mit seinen 3 Säulen auf die Dreieinigkeit hinweist. Das Wasser fließt über eine Glasscheibe auf die niedrigste Säule, die hier als Schale ausgebildet wurde. Hier kann auch getauft werden. Der Künstler des Brunnens ist ebenfalls Martin Kiss aus Herrieden.